# Широкое (Калининградская область)
Широкое — посёлок в Багратионовском районе Калининградской области. Входит в состав Долгоруковского сельского поселения.

## История
Первое название было Штробенен, поселок находится в 4 километрах от Багратионовска (нем. Preußisch Eylau), состоит из нескольких ферм.
В 1874 году Штробенен был включен в состав района Генриеттенхоф (с 1928 года: район Альтхоф (рус. Орехово)). В 1910 г. здесь проживало 76 жителей.
1 января 1929 года Штробенен объединился с соседней общиной Сторхнест (сейчас это Широкое), чтобы сформировать новую сельскую общину Штробехнен, которая вошла в 1930 году в административный район Дексен (сейчас это поселок Нагорное), и была в составе до 1945 года.
В 1933 году во вновь образованном поселке Штробехнен было 175 зарегистрированных жителей, а в 1939 г. — 181 человек.
В 1946 году Штробенен и Шторхнест были объединены в поселок Широкое.

## Население
| 2010 |
| ---- |
| 37   |